# Tangcal
Tangcal is een gemeente in de Filipijnse provincie Lanao del Norte in het noorden van het eiland Mindanao. Bij de laatste census in 2007 had de gemeente ruim 9 duizend inwoners.

## Geografie

### Bestuurlijke indeling
Tangcal is onderverdeeld in de volgende 18 barangays:
| - Bayabao - Berwar - Big Banisilon - Big Meladoc - Bubong - Lamaosa - Linao - Lindongan - Lingco-an | - Papan - Pelingkingan - Poblacion - Poona Kapatagan - Punod - Small Banisilon - Small Meladoc - Somiorang - Tangcal Proper |

## Demografie
Tangcal had bij de census van 2007 een inwoneraantal van 9.351 mensen. Dit zijn 3.234 mensen (52,9%) meer dan bij de vorige census van 2000. De gemiddelde jaarlijkse groei komt daarmee uit op 6,03%, hetgeen hoger is dan het landelijk jaarlijks gemiddelde over deze periode (2,04%). Vergeleken met de census van 1995 is het aantal mensen met 4.447 (90,7%) toegenomen.

De bevolkingsdichtheid van Tangcal was ten tijde van de laatste census, met 9.351 inwoners op 178,62 km², 52,4 mensen per km².